# Сійм Вескімес
Сійм Вескімеес (народжений Антс Міллер, також відомий як Атс Міллер; народився 5 квітня 1962) — естонський письменник-фантаст, перекладач і редактор.
Сійм Вескімес — це псевдонім, під яким він починав писати у 1999 році в журналі наукової фантастики Algernon. Публікував романи та оповідання. З точки зору стилю, Вескімес належить до жорсткої наукової фантастики.
Сійм Вескімес є членом Спілки письменників Естонії.
Під ім'ям Атс Міллер він є редактором видавництва Fantasia, раніше також головним редактором онлайн-журналу наукової фантастики Algernon. Він також перекладав наукову фантастику з англійської, зокрема роман Джона Скалці «Війна старого» (2010) та Айзека Азімова «Роботи та імперія» (2013).
Він є генеральним директором OÜ Digituum.

## Політична діяльність
Антс Міллер був одним із засновників Соціал-демократичної партії та був членом партії з 1990 по 2012 рік.
2015 року Антс Міллер балотувався до Рійгікогу за списком Ліберальної партії, привернувши увагу відео, у якому звернувся із закликом: «Прислухайтеся до голосу свого серця. Але якщо твоє серце мовчить, вибирай ту, у якої найбільші цицьки». На виборах він отримав 227 голосів і не був обраний.
9 серпня 2015 року представницькі збори Ліберальної партії обрали Атса Міллера заступником голови партії. Другим заступником голови було обрано Німа Кунінґаса.
9 лютого 2017 року Міллер вийшов із Ліберальної партії. Свою відмову він обґрунтував словами: «Я надзвичайно втомився вкладати душу в дію, яка, здається, нідочого не веде».
24 вересня 2018 року вступив до Консервативної народної партії Естонії.
Міллер балотувався на виборах до Рійгікогу 2019 року, набрав 122 голоси і не був обраний.

## Праці
- Операція «Колюче сонце» (2001)
- Кривий ліс (2002)
- Орден Місяця (2003)
- Падіння епохи Cloudbird (2004)
- Північ (2007)
- На півдорозі (2007)
- Більша погода за небом. Tales of Zätereit: Operation Tau Ring. (2008)
- Симфонія для зламаного язика (2010)
- Операція «Колюче сонце» (2010)
- Довоєнна Златовласка (2011)
- Відкололися битви (2012)
- Нескінченний червень (2013)
- Посмішка далеких днів (2014)
- Чарівність казкових стежок (2014)

## Нагороди
- 2008 Stalker (роман «Полуденна темрява»)
- 2011 Stalker (роман «Друге пришестя Золотої Орди»)
- 2011 Stalker (повість «Світло далеких днів»)